# Silnik elektryczny klatkowy

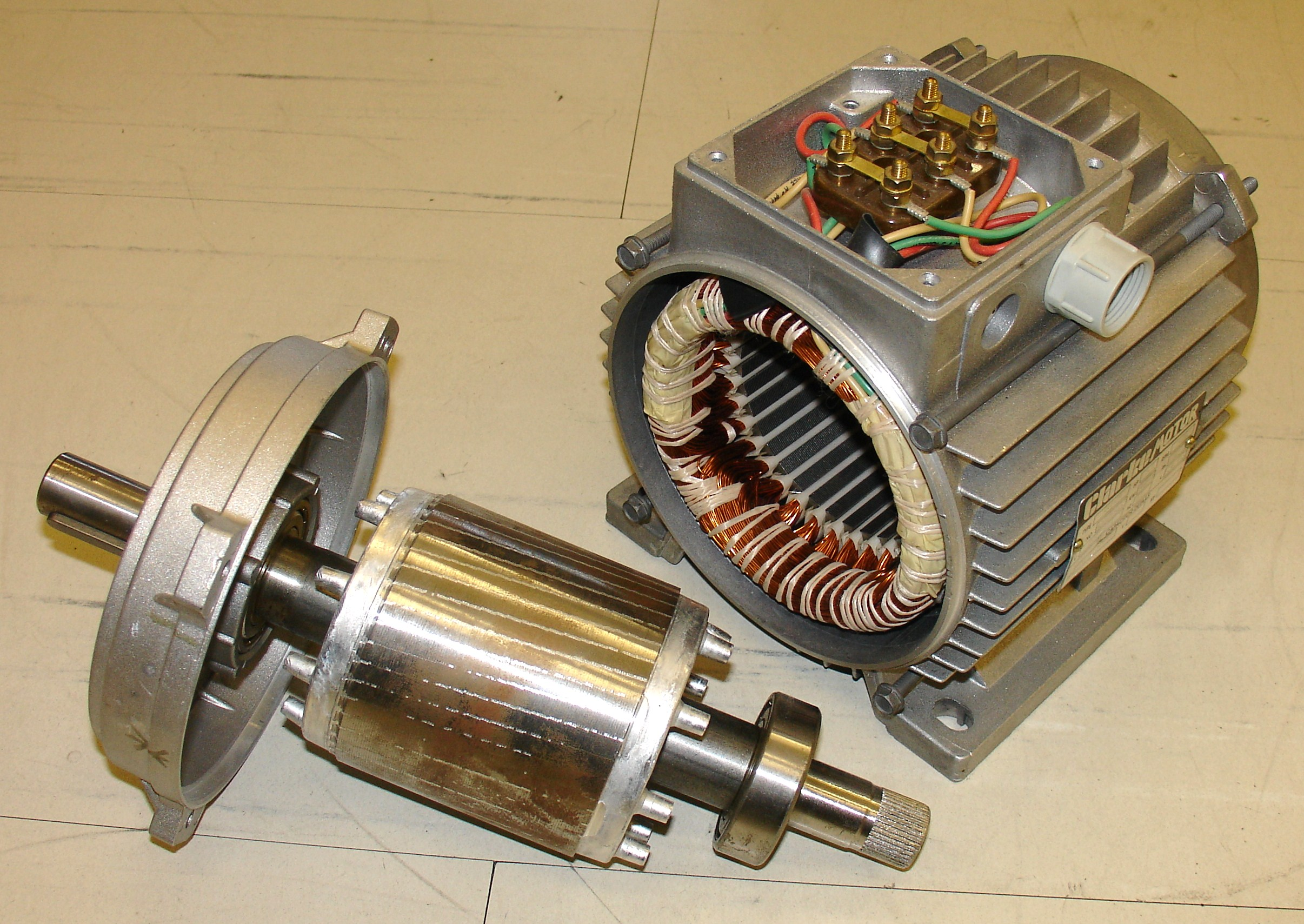
Stojan i wirnik silnika klatkowego

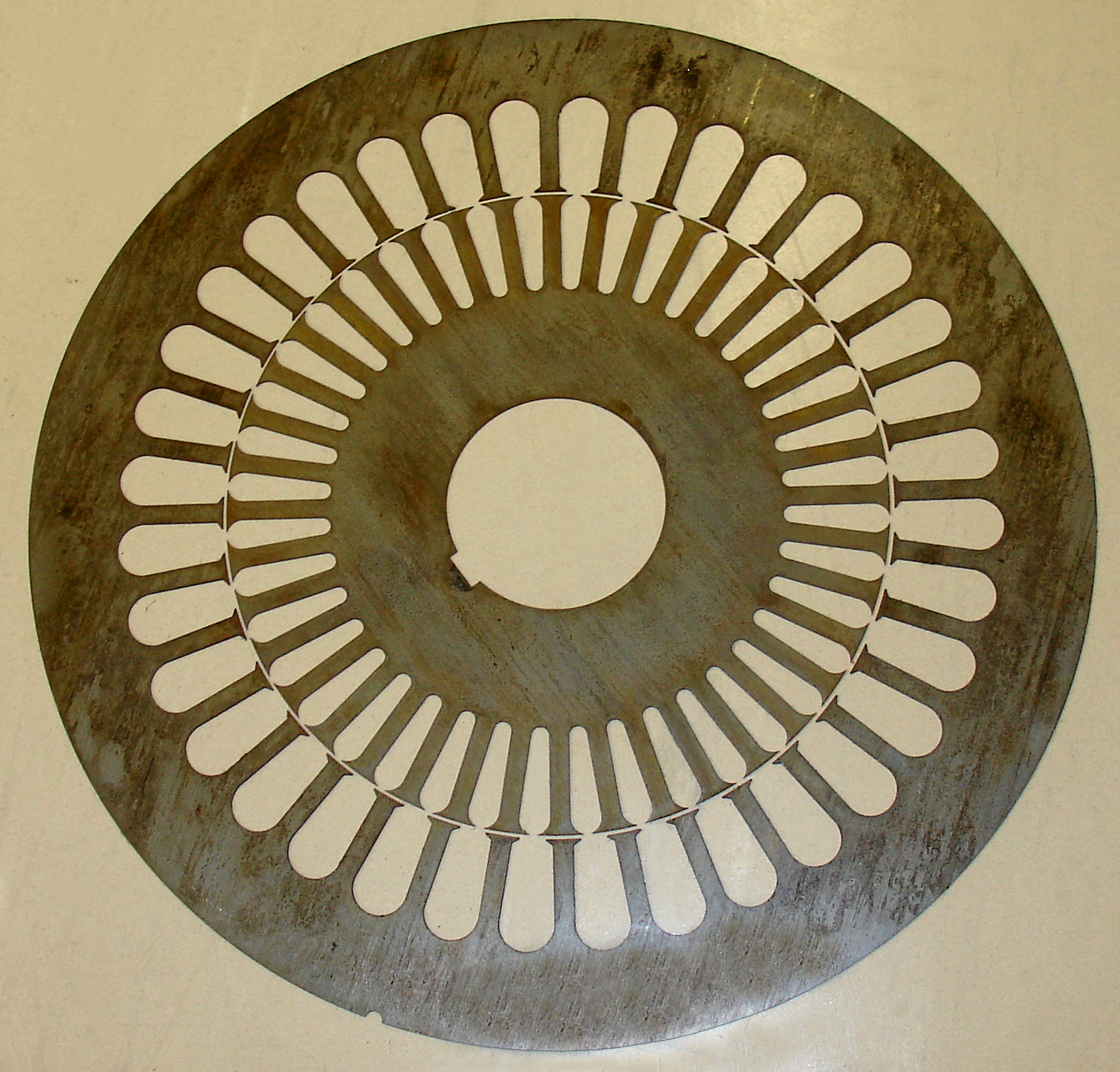
Pojedyncze blachy stojana i wirnika

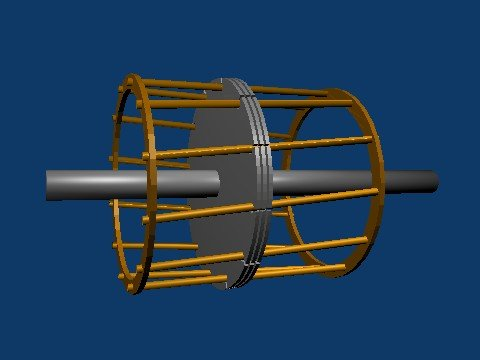
Schemat klatki wirnika

Silnik klatkowy – rodzaj silnika elektrycznego asynchronicznego, w którym wirnik jest walcem zbudowanym z pakietu blach ferromagnetycznych ze żłobkami wypełnionymi aluminiowymi lub miedzianymi prętami przyłączonymi z pierścieniami czołowymi z tego samego metalu. Pręty razem z pierścieniem tworzą rodzaj metalowej klatki.
Na ogół części aluminiowe tworzące klatkę są formowane bezpośrednio przez odlew ciśnieniowy. Pręty klatki są na ogół ustawione skośnie do osi wirowania, co sprzyja równomierności pracy silnika. Klatka z prętów nie jest połączona elektrycznie z korpusem wirnika. Powierzchnia blach pokryta jest warstwą nieprzewodzących prądu tlenków. Taka konstrukcja ma na celu ograniczenie występowania prądów wirowych powodujących straty cieplne.
Stojan silnika klatkowego również zbudowany jest z pakietu blach. Wewnątrz stojana w tzw. żłobkach umieszczone są cewki wykonane z drutu nawojowego miedzianego. Cewki rozmieszczane są w żłobkach i łączone są ze sobą według ustalonego schematu, tworząc wewnątrz pole magnetyczne o określonej liczbie par biegunów magnetycznych. Końce cewek wyprowadzone są na zewnątrz stojana do tabliczki zaciskowej, do której doprowadzane jest zasilanie.

## Regulacja obrotów silnika klatkowego
Regulację obrotów silnika klatkowego można przeprowadzić na kilka sposobów:

### Regulacja napięciem zasilania
Ma ona bardzo ograniczone zastosowania głównie z powodu wpływu momentu obciążenia na prędkość obrotową silnika oraz na znaczny spadek sprawności wraz ze zmniejszaniem prędkości obrotowej. Stosowana jest w układach jednofazowych o niewielkiej mocy i określonym obciążeniu np. małych wentylatorach, oraz do łagodzenia startu silnika z układem przełączania gwiazda – trójkąt lub elektronicznych układów łagodnego startu.

### Regulacja za pomocą zmianyczęstotliwościnapięciazasilającego
Zmianę częstotliwości zasilania przeprowadza się za pomocą przemienników częstotliwości. Przemienniki częstotliwości są często nazywane falownikami (przemiennik częstotliwości to układ składający się z kilku elementów, falownik jest ostatnim podzespołem i stąd potoczna nazwa). Jest to obecnie najczęściej spotykana metoda regulacji prędkości obrotowej. Przy czym falowniki realizują regulację prędkości obrotowej zapewniają także odpowiednie napięcie zasilania, które jest zależne od częstotliwości napięcia (U/f = const dla częstotliwości większej od częstotliwości przy której rezystancja uzwojeń przestaje odgrywać większą rolę aniżeli reaktancja, oraz niższej niż wynika to z ograniczeń nakładanych przez izolację). Regulacja taka pozwala także na rozruch silnika z momentem obrotowym dobranym do warunków napędzanego urządzenia, jak i ograniczonej mocy elektrycznej sieci zasilającej, dzięki czemu zmarginalizowany został problem rozruchu silnika klatkowego z odpowiednim momentem obrotowym i w sieciach o ograniczonej mocy.

### Regulacja przez zmianę liczby par biegunów
Prędkość obrotową można ustalić na etapie konstruowania silnika, zmieniając liczbę par biegunów. Istnieją także rozwiązania silników z większą ilością uzwojeń na jednym stojanie, aczkolwiek są one niepopularne zarówno ze względu na znacznie większe koszty, jak i znacznie większe gabaryty maszyny z kilkoma uzwojeniami. Rozwiązanie to stosowane było w pralkach automatycznych, gdzie silnik miał 2 prędkości obrotowe; jedną dla prania drugą dla wirowania.

### Regulacja przez zmianę obciążenia
Istnieje teoretyczna możliwość regulacji prędkości obrotowej obciążeniem maszyny – jeśli moment obciążenia maszyny przekroczy moment krytyczny, można stosunkowo łatwo zwiększając obciążenie, zmniejszyć prędkość obrotową silnika. Jest to jednak rozwiązanie czysto teoretyczne i skrajnie nieekonomiczne ze względu na olbrzymie prądy pobierane przez maszynę asynchroniczną przy bardzo dużych poślizgach. Powstaje przy tym duża możliwość trwałego uszkodzenia silnika ze względu na duży prąd pobierany w takim stanie pracy przez silnik, a co za tym idzie rosnącą temperaturę silnika.

## Rozruch
Prąd rozruchowy silników zawiera się w przedziale 3,5–8 krotności prądu pracy. W związku, z czym stosuje się różne sposoby zmniejszania prądu rozruchowego. Jednym z takich sposobów jest zastosowanie przełącznika trójkąt-gwiazda. Nowszymi sposobami są specjalne układy energoelektroniczne łagodzące rozruch typu soft start, bądź układy falownikowe.
Silnik indukcyjny klatkowy o budowie tradycyjnej posiada charakterystykę momentu opisaną w przybliżeniu równaniem Klossa:
{\displaystyle M={\frac {2M_{max}}{{\frac {s}{sk}}+{\frac {sk}{s}}}}.}
Zgodnie z tą charakterystyką silnik ma bardzo dużą tolerancję na przeciążenia w stabilnym stanie pracy (po prawej stronie „garbu” charakterystyki). Natomiast przy mniejszych prędkościach aniżeli prędkość, przy której poślizg ma wartość krytyczną, charakterystyka gwałtownie opada. Moment rozruchowy w zależności od parametrów silnika ustala się na poziomie 5–30% momentu znamionowego. Z tego powodu w tego typu silnikach występują problemy z „twardym” rozruchem (bezpośrednie włączenie zatrzymanego silnika pod napięcie znamionowe) obciążonego silnika. Dlatego też stosuje się różnego rodzaju sprzęgła (np. hydrokinetyczne), które obciążają silnik dopiero, kiedy jego punkt pracy znajdzie się na stabilnej części charakterystyki.
Problem z niskim momentem rozruchowym we współczesnych silnikach rozwiązuje się albo przez modyfikację parametrów zasilania (falownik, patrz wyżej), albo poprzez specjalne konstrukcje klatki wirnika silnika. Otóż można tak ukształtować wirnik, aby podczas rozruchu na skutek działania efektu naskórkowości (występuje wtedy dość wielka stosunku do znamionowej częstotliwość prądu w wirniku) główny prąd wirnika płynął przez zewnętrzną część wirnika, która posiada większą rezystancję od głównej części wirnika. Realizuje się to na dwa zasadnicze sposoby: za pomocą utworzenia głębokich żłobków (silnik głębokożłobkowy), bądź poprzez utworzenie dwóch klatek silnika – rozruchowej i pracy (silnik dwuklatkowy). Silniki dwuklatkowe i głębokożłobkowe posiadają całą charakterystykę momentu powyżej momentu znamionowego silnika, a nawet w przypadku niektórych rozwiązań silników dwuklatkowych moment rozruchowy jest wyższy niż moment maksymalny (określony przez przeciążalność momentu znamionowego).

## Silnik jednofazowy
Silnik klatkowy jednofazowy ma zerowy moment startowy. Do uzyskania niezerowego momentu startowego wykorzystuje się uzwojenie pomocnicze z kondensatorem. Uzwojenie to jest podłączone podczas pracy silnika lub jest automatycznie rozłączane wyłącznikiem odśrodkowym po rozruchu.

## Zastosowanie
Silniki klatkowe ze względu na prostą konstrukcję i stosunkowo niską cenę są jednymi z najbardziej rozpowszechnionych maszyn elektrycznych na świecie. Dodatkowym atutem współczesnych silników jest bardzo prosta metoda kształtowania dowolnych charakterystyk zewnętrznych silnika, co przyczynia się do wprowadzania napędów opartych na tym silniku tam, gdzie do tej pory było miejsce silników prądu stałego.